# Deuterio
Il deuterio (dal greco antico: δεύτερος?, déuteros, "secondo") è un isotopo stabile dell'idrogeno il cui nucleo (chiamato deutone o deuterone) è composto da un protone e un neutrone.
Nonostante non sia propriamente un elemento chimico a sé stante, si utilizza il simbolo 2H o D per indicarlo. 
Fu scoperto nel 1931 da Harold Urey, che per questo vinse il Premio Nobel per la chimica nel 1934.
La sua abbondanza isotopica è pari a 0,015% (0,030% in termini di massa). Come l'isotopo dell'idrogeno più comune, il prozio, a temperatura e pressione ambiente il deuterio forma un gas di molecole biatomiche con formula 2H2 o D2. Sulla terra si trova in natura in minima percentuale nella molecola dell'acqua, da cui può essere prodotta artificialmente acqua arricchita in deuterio, l'acqua pesante.

## Caratteristiche chimico-fisiche
- densità del gas D2 in condizioni standard di pressione e temperatura = 0,180 kg/m³.
- peso atomico: 2,01363.

Dati a circa 18 K (punto triplo) per D2 :
- densità:
  - ghiaccio: 195 kg/m³
  - gas: 0,452 kg/m³
- viscosità: 1,3×10−6 kg/m·s
- calore specifico:
  - ghiaccio: 2950 J/kg·K
  - gas: 5200 J/kg·K

## Utilizzo
Viene prodotto e utilizzato per realizzare la fusione nucleare tramite la reazione col trizio:
D + T → 4He + n + 17,6 MeV
che risulta essere particolarmente adatta grazie all'alta sezione d'urto ed alla notevole energia generata dalla singola reazione.

## Deuterio ultradenso
L'esistenza di deuterio ultradenso è stata suggerita da risultati sperimentali in una pubblicazione dei ricercatori dell'Università di Göteborg Shahriar Badiei, Patrik U. Andersson e Leif Holmild. Il materiale sarebbe un milione di volte più denso rispetto al deuterio in natura, molto più denso del nucleo del Sole. Una delle due forme ipotizzate per questi cristalli prevede degli elettroni "fissi" attorno ai quali orbiterebbero i nuclei D. Questo materiale sarebbe di gran lunga il più denso mai prodotto dalla scienza umana: un centimetro cubico avrebbe una massa di 130 chilogrammi e una sfera del raggio di 250 metri una gravità superficiale pari al 92% di quella terrestre. I ricercatori suggeriscono che questa forma ultra densa di deuterio faciliterebbe notevolmente l'operatività dei reattori a fusione a confinamento inerziale tramite raggi laser.